# Уемский
Уемский — посёлок (до 2005 — посёлок городского типа) в Приморском районе Архангельской области. Административный центр Уемского сельского поселения.

## География
Расположен на правом берегу Северной Двины, у водотока Уемлянка. Примыкает к юго-восточным окраинам Архангельска. Из-за работ до и после ледохода на Уемском гидроузле перекрывается движение транспорта по улице Устьянская в районе моста через реку Юрас.

## Население
| 1959  | 1970  | 1979  | 1989  | 2002  | 2010  | 2012  |
| ----- | ----- | ----- | ----- | ----- | ----- | ----- |
| 3907  | ↘3366 | ↗4905 | ↘4211 | ↘3735 | ↗3742 | ↗3910 |
| 2021  |       |       |       |       |       |       |
| ↗4232 |       |       |       |       |       |       |

## Культура
В посёлке Уемский родился и жил Семён Кривоногов, которого Степан Писахов сделал прототипом своего героя — известного балагура и сказочника Сени Малины. Ежегодно в посёлке Уемский проводится праздник «Малиновая Уйма», посвящённый Сене Малине.
В 1992 году в посёлке был открыт музей народных промыслов и ремёсел Приморья, который специализируется на проблемах изучения и сохранения традиционных для Приморского района ремёсел.
Вблизи Уемского, в деревне Малые Карелы, находится музей северного деревянного зодчества Малые Корелы.

## Экономика
Предприятия посёлка: Архангельская Птицефабрика, Лесопилка.